# Proa (revista)
Proa fue una revista literaria fundada en 1922 por Jorge Luis Borges.

## Historia
La revista fue de corta duración, apenas se publicaron dieciocho números en sus primera y segunda ediciones. Decana de los medios literarios de América.
Como cofundadores contó con la participación de Macedonio Fernández y Ricardo Güiraldes, la revista Proa en las Letras y en las Artes, en esta tercera época tiene una frecuencia bimestral, y lleva más de veinte años de ininterrumpida labor.  En ese tiempo se sumaron a sus páginas los nombres de Octavio Paz, Gabriel García Márquez, Mario Vargas Llosa, Ernesto Sabato, Juan José Hernández, Luis Alberto de Cuenca, Camilo José Cela, Juan José Arreola, Nicanor Parra, Juan Liscano, Jorge Edwards, Elvio Romero, Antonio Requeni, Volodia Teitelboim y tantos otros que contribuyeron y contribuyen a la continuidad de esta revista de cultura.
Proa ha dedicado números especiales al Cuento Argentino Contemporáneo, a la Cultura Popular, a la creación literaria y artística de Francia, Chile, Italia, Alemania, México y Uruguay, a la Leyenda y el Cuento en el Mundo, a Jorge Luis Borges, a Ernesto Sabato, a María Elena Walsh, a la obra pictórica de Pablo Picasso, Henri Matisse, Norah Borges, Xul Solar, Leopoldo Presas, Antonio Berni, Jorge Ludueña, y Roberto Matta, al centenario de los nacimientos de Federico García Lorca y Oscar Wilde y a la permanente vigencia de Julio Cortázar, Marco Denevi, Gabriela Mistral, Juan Rulfo, Manuel Mujica Lainez, Octavio Paz, Pablo Neruda y Miguel Hernández.

## Circulación
Con esfuerzo y manteniendo siempre la línea trazada por sus fundadores, en esta tercera época, la revista Proa en las Letras y en las Artes, ha alcanzado meritoriamente sus más de setenta números, en una tirada que supera los 17.000 ejemplares y cuya distribución alcanza, entre otros, a México (6000), Chile (5000), Venezuela (2000) Bolivia (500), Uruguay (800), Argentina (2500).
Son diversas las empresas que han adoptado a PROA, como presente protocolar hacia sus relaciones.
Sostienen de tal modo, la subsistencia de la publicación a través de figuración publicitaria o por la compra anticipada de ejemplares. Hace algún tiempo una investigación hecha en España ubica a la revista como decana de las revistas literarias de América.

## Galardones
Premio Círculo de Críticos de Arte de Chile (2003). - Nominada al Premio Príncipe de Asturias. - Declarada por ARCE Decana de las Revistas Literarias de América.- Declarada de interés Cultural  por resolución Nro. 0209 de la Secretaría de Cultura de la Nación y por la Cámara de Diputados de la Nación.